# Clayton (Kansas)
Clayton – miejscowość położona w hrabstwie Decatur.